# Chris Andersen
Pour les articles homonymes, voir Andersen.
Chris Andersen, né le 7 juillet 1978 à Long Beach en Californie (États-Unis), est un joueur américain de basket-ball évoluant aux postes de pivot et d'ailier fort.

## Biographie

### Début de carrière (1999-2001)
Convaincu qu'il peut devenir professionnel, Chris Andersen quitte le Blinn College (Texas) en 1999, sans savoir s'il a des chances d'être drafté en NBA. Andersen n'est pas « drafté » lors de la draft 1999 de la NBA. L'entraîneur de l'équipe du lycée d'Andersen s'arrange pour qu'il dispute plusieurs matches d'exhibition avec les semi-professionnels des Ambassadors du Texas, et un match en Chine qui permet à Andersen de recevoir une offre des Jiangsu Nangang Dragons dans la Chinese Basketball Association.
En mars 2000, il rejoint le New Mexico Slam dans l'International Basketball League où il a des moyennes de 1,1 point et 1,6 rebond en six matches de saison régulière et quatre matches de playoffs.
Plus tard dans l'année, il rejoint les Wizards du Dakota dans l'International Basketball Association mais il quitte l'équipe avant le début de la saison. Puis, il rejoint le Fargo-Moorhead Beez, toujours en IBA avec qui il dispute sept rencontres avant d'être remercié en janvier 2001. Ensuite, il rejoint les Sugarland Sharks dans la Southwest Basketball League.
En juillet 2001, Andersen participe à la NBA Summer League 2001 avec les Cavaliers de Cleveland. Le 28 septembre 2001, il signe avec les Suns de Phoenix. Cependant, il est libéré par les Suns le 7 octobre 2001. Le 31 octobre 2001, il est sélectionné au premier choix de la draft de la D-League par les Patriots de Fayetteville.

### Nuggets de Denver (2001-2004)
Le 21 novembre 2001, free agent, il devient le premier joueur de D-League à rejoindre une équipe NBA en signant avec les Nuggets de Denver après deux matches avec les Patriots de Fayetteville. Il devient rapidement l'un des meilleurs rebondeurs et contreurs par minute dans le championnat. Durant le Rocky Mountain Revue 2012, ses coéquipiers Junior Harrington et Kenny Satterfield lui donnent le surnom de « Birdman » pour sa longueur de bras et son penchant pour les acrobaties aériennes.
Le 29 septembre 2003, il resigne avec les Nuggets. Il participe au NBA Slam Dunk Contest durant le NBA All-Star Game 2004. Il termine troisième du concours.
Lors de ses trois premières saisons à Denver, Andersen compile des moyennes de quatre points, quatre rebonds et 1,5 contre en 13,5 minutes. Les Nuggets atteignent les playoffs en 2004 et sont éliminés en cinq manches, Andersen ne jouant que six minutes de moyenne.

### Hornets de La Nouvelle-Orléans (2004-2006)
Le 19 juillet 2004, Andersen signe un contrat de plusieurs années avec les Hornets de La Nouvelle-Orléans. Andersen gagne du temps de jeu et améliore ses statistiques aux points et aux rebonds. Il participe au NBA Slam Dunk Contest durant le NBA All-Star Game 2005 pour la deuxième année consécutive, dans lequel il a essayé le même dunk huit fois au Pepsi Center.
Après le passage de l'ouragan Katrina, en août 2005, les Hornets déménagent à Oklahoma City pour la 2005-2006 et deviennent temporairement les Hornets de La Nouvelle-Orléans/Oklahoma City. En 2005-2006, Andersen participe à 32 rencontres dont deux où il est titulaire, a des moyennes de cinq points et 4,8 rebonds par match.

### Suspension et réinsertion (2006-2008)
Le 25 janvier 2006, la NBA suspend Andersen deux ans pour avoir violé la politique anti-drogue de la ligue après un contrôle positif à une substance interdite. La suspension d'Andersen rentre dans la catégorie des « abus de drogue », dont la violation peut aller jusqu'à l'expulsion définitive de la NBA en vertu de la convention collective de la ligue. Andersen fait appel de la décision de la commission mais les commissaires ont maintenu son licenciement en mars 2006. Comme Andersen attendait sa réintégration prévue en janvier 2008, il a demandé l'aide d'un ami avocat à Denver, Mark Bryant, qui est devenu son conseiller. Andersen passe un mois dans une clinique de réhabilitation à Malibu et entraîne les jeunes joueurs des équipes à Denver.
Le 4 mars 2008, l'association des joueurs NBA accepte la demande d'Andersen d'être réintégré comme un joueur NBA. Sa réintégration est effective immédiatement, et ses droits appartiennent toujours à l'équipe de La Nouvelle-Orléans, qui le resigne le 5 mars 2008 pour le reste de la 2007-2008.

### Retour chez les Nuggets de Denver (2008-2012)
Le 24 juillet 2008, Andersen signe un contrat d'un an avec les Nuggets de Denver chez qui il revient après y avoir joué entre 2001 et 2004. 
Lors de la saison 2008-2009, Andersen devient un joueur clef dans le dispositif de jeu des Nuggets ; son entraineur George Karl le considère en effet comme un très bon élément en sortir du banc. Il effectue 175 contres en 71 matches, soit une moyenne de 2,5 contres par match, la deuxième meilleure moyenne de la NBA après Dwight Howard alors qu'il joue en moyenne 20,6 minutes par rencontre. Il marque aussi 6,4 points par match et prend 6,2 rebonds. Andersen retrouve les playoffs avec Denver après avoir terminé deuxième de la Conférence Ouest avec 54 victoires. Les Nuggets se débarrassent des Hornets puis des Mavericks de Dallas, avant de tomber en finale de conférence contre les Lakers de Los Angeles en six manches. Lors de ces playoffs, Andersen tourne à 6,5 points et 6,3 rebonds en plus de 2,1 contres.
Le 8 juillet 2009, Andersen resigne avec les Nuggets pour cinq ans.
Le 17 juillet 2012, les Nuggets libèrent Andersen avec la clause d'amnistie. Le General Manager des Nuggets, Masai Ujiri, effectue ce mouvement à contrecœur afin d'éliminer neuf millions de dollars et ne pas dépasser le plafond de la masse salariale afin d'éviter de payer la luxury tax.

### Heat de Miami (2013-2016)
Avant qu'il soit libéré par les Nuggets, l'entraîneur du Heat de Miami Erik Spoelstra avait fait pression plusieurs fois sur Pat Riley pour faire venir Andersen.
Le 7 janvier 2013, il effectue des tests médicaux et deux jours de test. Le 20 janvier 2013, Andersen signe un contrat de dix jours avec le Heat de Miami. Le 30 janvier, il est signé pour dix jours supplémentaires. Le 8 février 2013, Andersen est signé par le Heat de Miami jusqu'à la fin de saison.
Andersen dispute seulement 42 matches durant la saison 2012-13, mais il contribue grandement au succès du Heat avec des moyennes de 4,9 points par match à 57,7 % aux tirs et 4,1 rebonds en 14,9 minutes de jeu. Après qu'il a rejoint le Heat, son équipe a enchaîné une série de 27 victoires consécutives, ayant un bilan de 37 victoires et trois défaites en saison régulière lorsque Andersen joue. Andersen a également gagné des fans inspirés par ses tatouages de la tête aux pieds, sa crête iroquoise et son énergie sur le terrain.
Lors de la finale de la conférence Est contre les Pacers d'Indiana, entre les matches 1 et 5, Andersen réussit quinze tirs en autant de tentatives dont un 7 sur 7 lors du match 1 ; il bat le record de la franchise en playoffs, le précédent était de 6 sur 6 par Alonzo Mourning en 2007. Andersen est suspendu pour le match 6 de ces finales de conférences pour avoir commis une faute flagrante sur Tyler Hansbrough lors du match 5.
À l'âge de 34 ans, il accède aux finales NBA pour la première fois de sa carrière. Lors du match décisif contre les Spurs de San Antonio, Andersen termine avec trois points, quatre rebonds et un contre et remporte son premier titre de champion NBA. Avec un pourcentage aux tirs de 80,7 %, Andersen termine les playoffs NBA 2013 avec le meilleur pourcentage aux tirs de ces playoffs.
Le 10 juillet 2013, Andersen resigne avec le Heat de Miami. Il dispute 72 rencontres durant la saison 2013-14 où il a des moyennes de 6,6 points, 5,3 rebonds et 1,3 contre par match. Le 26 mai 2014, avant le match 4 la finale de la conférence Est, il est annoncé qu'Andersen allait manquer les matches 4 et 5 en raison de douleurs lancinantes dont il avait souffert pendant un certain temps. Andersen revient au match 6 qu'il termine avec neuf points et dix rebonds et permet au Heat d'accéder aux finales NBA pour la quatrième année consécutive et la seconde pour lui. Le Heat rencontre de nouveau les Spurs lors des finales NBA 2014 mais ils s'inclinent en cinq matches.
Le 19 juillet 2014, Andersen resigne de nouveau avec le Heat. Au cours de la saison 2014-15, Andersen est titulaire à vingt reprises, le plus en une seule saison dans sa carrière.

### Grizzlies de Memphis (février-juin 2016)
Le 16 février 2016, le Heat de Miami transfère Andersen et deux seconds tours de draft chez les Grizzlies de Memphis dans un échange en triangle avec les Hornets de Charlotte. Trois jours plus tard, il fait ses débuts avec les Grizzlies lors de la victoire 109 à 104 contre les Timberwolves du Minnesota, match qu'il termine avec quatre points, trois rebonds et un contre en onze minutes.

### Cavaliers de Cleveland (2016-2017)
Le 22 juillet 2016, il signe chez les Cavaliers de Cleveland. Le 16 décembre 2016, il doit mettre un terme à sa saison en raison d’une rupture du ligament croisé du genou droit.
Le 13 février 2017, il est échangé avec une somme d'argent chez les Hornets de Charlotte contre un second tour de draft protégé. Il est immédiatement libéré par les Hornets après ce transfert.

## Palmarès

### En club
- Champion NBA en 2013 avec le Heat de Miami.
- Champion de la Conférence Est en 2013 et 2014 avec le Heat de Miami.
- Champion de la Division Sud-Est en 2013 et 2014 avec le Heat de Miami.

### Distinction personnelle
- 2e meilleur contreur de la NBA en 2009, pour la moyenne avec 2,5 et le nombre total de contres sur la saison avec 175[14].

## Statistiques en NBA

### Saison régulière
Légende :
| Champion NBA |

gras = ses meilleures performances
| Saison    | Équipe                            | Matchs | Titul. | Min./m | % Tir | % 3pts | % LF | Rbds/m. | Pass/m. | Int/m. | Ctr/m. | Pts/m. |
| --------- | --------------------------------- | ------ | ------ | ------ | ----- | ------ | ---- | ------- | ------- | ------ | ------ | ------ |
| 2001-2002 | Denver                            | 24     | 1      | 10,9   | 33,8  | 0,0    | 78,6 | 3,17    | 0,29    | 0,29   | 1,17   | 3,00   |
| 2002-2003 | Denver                            | 59     | 3      | 15,4   | 40,0  | 0,0    | 55,0 | 4,64    | 0,54    | 0,51   | 1,02   | 5,17   |
| 2003-2004 | Denver                            | 71     | 0      | 14,5   | 44,3  | 0,0    | 58,9 | 4,20    | 0,49    | 0,48   | 1,61   | 3,42   |
| 2004-2005 | La Nouvelle-Orléans               | 67     | 2      | 21,3   | 53,4  | 0,0    | 68,9 | 6,12    | 1,06    | 0,21   | 1,49   | 7,66   |
| 2005-2006 | La Nouvelle-Orléans/Oklahoma City | 32     | 2      | 17,8   | 57,1  | 0,0    | 47,6 | 4,84    | 0,19    | 0,25   | 1,28   | 5,03   |
| 2007-2008 | La Nouvelle-Orléans               | 5      | 0      | 6,8    | 28,6  | 0,0    | 50,0 | 1,80    | 0,00    | 0,00   | 0,80   | 1,20   |
| 2008-2009 | Denver                            | 71     | 1      | 20,6   | 54,8  | 20,0   | 71,8 | 6,23    | 0,44    | 0,58   | 2,46   | 6,37   |
| 2009-2010 | Denver                            | 76     | 0      | 22,3   | 56,6  | 0,0    | 69,5 | 6,36    | 0,43    | 0,55   | 1,88   | 5,89   |
| 2010-2011 | Denver                            | 45     | 0      | 16,3   | 59,9  | 0,0    | 63,7 | 4,87    | 0,44    | 0,51   | 1,29   | 5,56   |
| 2011-2012 | Denver                            | 32     | 1      | 15,2   | 54,6  | 0,0    | 61,0 | 4,62    | 0,19    | 0,59   | 1,44   | 5,25   |
| 2012-2013 | Miami                             | 42     | 0      | 14,9   | 57,7  | 66,7   | 67,7 | 4,10    | 0,40    | 0,38   | 1,05   | 4,93   |
| 2013-2014 | Miami                             | 72     | 0      | 19,4   | 64,4  | 25,0   | 71,0 | 5,26    | 0,26    | 0,44   | 1,35   | 6,62   |
| 2014-2015 | Miami                             | 60     | 20     | 18,9   | 58,0  | 30,8   | 66,7 | 4,98    | 0,72    | 0,43   | 1,02   | 5,33   |
| 2015-2016 | Miami                             | 7      | 1      | 5,2    | 40,0  | 40,0   | 75,0 | 1,29    | 0,43    | 0,14   | 0,43   | 1,86   |
| 2015-2016 | Memphis                           | 20     | 14     | 18,3   | 54,8  | 22,2   | 68,8 | 4,45    | 0,45    | 0,70   | 0,50   | 4,60   |
| 2016-2017 | Cleveland                         | 12     | 0      | 9,5    | 40,9  | 0,0    | 71,4 | 2,58    | 0,42    | 0,42   | 0,58   | 2,33   |
| Carrière  | Carrière                          | 695    | 45     | 17,7   | 53,2  | 22,1   | 65,4 | 5,03    | 0,48    | 0,45   | 1,43   | 5,40   |

Dernière mise à jour le 14 février 2017.

### Playoffs
| Saison   | Équipe   | Matchs | Titul. | Min./m | % Tir | % 3pts | % LF | Rbds/m. | Pass/m. | Int/m. | Ctr/m. | Pts/m. |
| -------- | -------- | ------ | ------ | ------ | ----- | ------ | ---- | ------- | ------- | ------ | ------ | ------ |
| 2004     | Denver   | 5      | 0      | 6,6    | 33,3  | 0,0    | 0,0  | 2,80    | 0,40    | 0,20   | 0,40   | 1,20   |
| 2009     | Denver   | 15     | 0      | 21,8   | 63,0  | 0,0    | 65,9 | 6,33    | 0,60    | 0,33   | 2,13   | 6,47   |
| 2010     | Denver   | 6      | 0      | 19,3   | 52,9  | 0,0    | 64,3 | 4,50    | 0,17    | 0,17   | 1,00   | 4,50   |
| 2011     | Denver   | 5      | 0      | 14,6   | 63,6  | 0,0    | 71,4 | 2,80    | 0,60    | 0,60   | 1,40   | 4,80   |
| 2013     | Miami    | 20     | 0      | 15,2   | 80,7  | 0,0    | 73,5 | 3,80    | 0,15    | 0,45   | 1,10   | 6,40   |
| 2014     | Miami    | 18     | 0      | 17,6   | 57,9  | 0,0    | 68,4 | 5,94    | 0,28    | 0,28   | 1,00   | 5,11   |
| 2016     | Memphis  | 4      | 2      | 19,7   | 41,7  | 0,0    | 62,5 | 7,75    | 0,75    | 0,50   | 0,75   | 3,75   |
| Carrière | Carrière | 73     | 2      | 17,1   | 63,1  | 0,0    | 68,9 | 4,99    | 0,36    | 0,36   | 1,23   | 5,33   |

## Records sur une rencontre en NBA
Les records personnels de Chris Andersen en NBA sont les suivants, :
| Type de statistique        | Saison régulière | Saison régulière          | Saison régulière | Playoffs | Playoffs                       | Playoffs      |
| Type de statistique        | Record           | Adversaire                | Date             | Record   | Adversaire                     | Date          |
| -------------------------- | ---------------- | ------------------------- | ---------------- | -------- | ------------------------------ | ------------- |
| Points                     | 18               | 3 fois                    | 3 fois           | 16       | Pacers de l'Indiana            | 22 mai 2013   |
| Paniers marqués            | 8                | 2 fois                    | 2 fois           | 7        | Pacers de l'Indiana            | 22 mai 2013   |
| Paniers tentés             | 14               | @ Raptors de Toronto      | 16 janvier 2005  | 9        | Lakers de Los Angeles          | 23 mai 2009   |
| Paniers à 3 points réussis | 1                | 15 fois                   | 15 fois          | -        | -                              | -             |
| Paniers à 3 points tentés  | 2                | 6 fois                    | 6 fois           | 1        | 2 fois                         | 2 fois        |
| Lancers francs réussis     | 9                | 2 fois                    | 2 fois           | 7        | Thunder d'Oklahoma City        | 23 avril 2011 |
| Lancers francs tentés      | 12               | 2 fois                    | 2 fois           | 9        | Hornets de La Nouvelle-Orléans | 19 avril 2009 |
| Rebonds offensifs          | 10               | Hawks d'Atlanta           | 18 novembre 2005 | 8        | Spurs de San Antonio           | 24 avril 2016 |
| Rebonds défensifs          | 13               | 2 fois                    | 2 fois           | 10       | 2 fois                         | 2 fois        |
| Rebonds totaux             | 18               | 2 fois                    | 2 fois           | 14       | Lakers de Los Angeles          | 25 mai 2009   |
| Passes décisives           | 4                | 4 fois                    | 4 fois           | 2        | 6 fois                         | 6 fois        |
| Interceptions              | 4                | @ Lakers de Los Angeles   | 15 avril 2003    | 3        | Spurs de San Antonio           | 18 juin 2013  |
| Contres                    | 8                | Jazz de l'Utah            | 2 avril 2009     | 6        | Mavericks de Dallas            | 3 mai 2009    |
| Balles perdues             | 4                | 7 fois                    | 7 fois           | 2        | 5 fois                         | 5 fois        |
| Minutes jouées             | 38               | @ Clippers de Los Angeles | 21 décembre 2004 | 29       | @ Pacers de l'Indiana          | 20 mai 2014   |

- Double-double : 22
- Triple-double : 0

## Style
Chris Andersen est particulièrement connu de par ses nombreux tatouages qui ornent ses bras, dont deux grandes ailes de couleur rouge situées sur ses biceps (référence à son surnom). Son surnom, The Birdman, lui vient du fait de ses excellentes qualités physiques, du fait de sa détente impressionnante, mais aussi de son excellent timing, lui permettant de réussir des contres spectaculaires. Ce surnom est devenu célèbre lors du Slam Dunk Contest de 2005 lorsque, avant de réaliser son dunk, il a prononcé cette phrase désormais devenue célèbre : « It's time for the Birdman to fly ». À noter qu'après chaque contre, Andersen aime bien déployer ses bras comme pour imiter un oiseau.

## Salaires
| Année       | Équipe      | Salaire ($) |
| ----------- | ----------- | ----------- |
| 2001-2002   | Nuggets     | 288 171     |
| 2002-2003   | Nuggets     | 512 435     |
| 2003-2004   | Nuggets     | 638 679     |
| 2004-2005   | Hornets     | 1 600 000   |
| 2005-2006   | Hornets     | 3 500 000   |
| 2008-2009   | Nuggets     | 998 398     |
| 2009-2010   | Nuggets     | 3 650 000   |
| 2010-2011   | Nuggets     | 4 533 300   |
| 2011-2012*  | Nuggets     | 4 234 000   |
| 2012-2013   | Nuggets     | 4 526 000   |
| 2012-2013   | Heat        | 699 952     |
| 2013-2014   | Heat        | 1 399 507   |
| 2014-2015   | Heat        | 5 375 000   |
| Total Gains | Total Gains | 31 955 442  |
| 2015-2016   | Nuggets     | 5 000 000   |

En 2011, le salaire moyen d'un joueur évoluant en NBA est de 5 150 000 $